# Плавание на открытой воде на чемпионате мира по водным видам спорта 2024
Соревнования по плаванию на открытой воде на чемпионате мира 2024 прошли с 3 по 8 февраля. Разыграно 5 комплектов наград.

## Правила плавания на открытой воде
Плавание на открытой воде не накладывает никаких ограничений на стиль плавания, но свободный стиль, как правило, предпочтительнее. Будет прямой финал как мужских, так и женских соревнований. Пловцы должны стартовать с указанной стартовой площадки и следовать круговым курсом протяженностью 1,666 км (или 2,5 км). Они должны пройти весь назначенный курс, не нарушая обратных буев и указателей курса. Пловцам разрешается принимать пищу во время соревнований. Пловцы заканчивают гонку пересекая финишный створ и касаясь вертикальной финишной стены.

## История плавания на открытой воде
Во время первых трех Олимпийских игр (1896, 1900, 1904) все соревновательное плавание проводилось в открытой водной среде. Открытая вода стала официальным видом спорта на Олимпийских играх 2008 года в Пекине в дисциплине 10 километров. На соревнованиях FINA 25-километровый заплыв стал официальным в 1991 году, 5 км в 1998 году и 10 км в 2001 году. В 2011 году командные соревнования были включены в программу. В 2024 году, как и в 2023 году, на чемпионате мира не будут проведены заплывы на 25 километров у мужчин и у женщин. 

## Расписание
Дано южнокорейское время.
| Дата           | Время | Соревнование                  |
| -------------- | ----- | ----------------------------- |
| 3 февраля 2024 | 10:30 | 10 км, женщины                |
| 4 февраля 2024 | 10:30 | 10 км, мужчины                |
| 7 февраля 2024 | 10:30 | 5 км, женщины                 |
| 7 февраля 2024 | 13:00 | 5 км, мужчины                 |
| 8 февраля 2024 | 10:30 | 4×1,25 км, смешанная эстафета |

## Медалисты

#### Мужчины
| Дисциплина | Золото                   | Золото    | Серебро                    | Серебро   | Бронза                       | Бронза    |
| ---------- | ------------------------ | --------- | -------------------------- | --------- | ---------------------------- | --------- |
| 5 км       | Логан Фонтен Франция     | 51:29.3   | Марк-Антуан Оливье Франция | 51:29.6   | Доменико Ачеренца Италия     | 51:30.0   |
| 10 км      | Криштоф Рашовски Венгрия | 1:48:21.2 | Марк-Антуан Оливье Франция | 1:48:23.6 | Хектор Пардоу Великобритания | 1:48:29.2 |

#### Женщины
| Дисциплина | Золото                         | Золото    | Серебро                  | Серебро   | Бронза                     | Бронза    |
| ---------- | ------------------------------ | --------- | ------------------------ | --------- | -------------------------- | --------- |
| 5 км       | Шарон ван Раувендал Нидерланды | 57:33.9   | Челси Губецка Австралия  | 57:35.0   | Ана Марсела Кунья Бразилия | 57:36.8   |
| 10 км      | Шарон ван Раувендал Нидерланды | 1:57:26.8 | Мария де Вальдес Испания | 1:57:26.9 | Анжелика Андре Португалия  | 1:57:28.2 |

#### Смешанные командные дисциплины
| Дисциплина | Золото                                                               | Золото    | Серебро                                                                                  | Серебро   | Бронза                                                                     | Бронза    |
| ---------- | -------------------------------------------------------------------- | --------- | ---------------------------------------------------------------------------------------- | --------- | -------------------------------------------------------------------------- | --------- |
| 4×1,25 км  | Австралия · Моэша Джонсон · Челси Губецка · Николас Сломан · Кайл Ли | 1:03:28.0 | Италия · Джулия Габрьеллески · Арианна Бриди · Грегорио Пальтриньери · Доменико Ачеренца | 1:03:28.2 | Венгрия · Беттина Фабиан · Мира Симчак · Давид Бетлехем · Криштоф Рашовски | 1:04:06.8 |

## Медальный зачёт
*   Принимающая страна (Катар)
| Место          | Страна         | Золото | Серебро | Бронза | Всего |
| -------------- | -------------- | ------ | ------- | ------ | ----- |
| 1              | Нидерланды     | 2      | 0       | 0      | 2     |
| 2              | Франция        | 1      | 2       | 0      | 3     |
| 3              | Австралия      | 1      | 1       | 0      | 2     |
| 4              | Венгрия        | 1      | 0       | 1      | 2     |
| 5              | Италия         | 0      | 1       | 1      | 2     |
| 6              | Испания        | 0      | 1       | 0      | 1     |
| 7              | Бразилия       | 0      | 0       | 1      | 1     |
| 7              | Великобритания | 0      | 0       | 1      | 1     |
| 7              | Португалия     | 0      | 0       | 1      | 1     |
| Всего стран: 9 | Всего стран: 9 | 5      | 5       | 5      | 15    |